# Oxera crassifolia
Espèce
Statut de conservation UICN

 CD  : Dépendant de la conservation
(appellation d’avant 2001)
Oxera crassifolia est une espèce de plantes à fleurs de la famille des Lamiaceae.

## Publication originale
- Mémoires du Muséum National d'Histoire Naturelle. Nouvelle Série. Série B, Botanique 4: 56. 1953.